# Rifreddo
Rifreddo är en ort och kommun i provinsen Cuneo i regionen Piemonte i Italien. Kommunen hade 1 044 invånare (2018).